# Dysstroma conformalis
Dysstroma conformalis är en fjärilsart som beskrevs av Louis Beethoven Prout 1937. Dysstroma conformalis ingår i släktet Dysstroma och familjen mätare. Inga underarter finns listade i Catalogue of Life.